# 労働新聞 (吉林省)
労働新聞（ろうどうしんぶん、中国語: 勞動新聞）は、中国吉林省総工会の機関紙。本社所在地は、吉林省長春市である。前身である『吉林工人報』は1995年9月8日に創刊され、2016年4月29日『労働新聞』に名前を変えた。毎週月曜日から金曜日まで発行される。